# Kemantan Darat
Kemantan Darat is een bestuurslaag in het regentschap Kerinci van de provincie Jambi, Indonesië. Kemantan Darat telt 1299 inwoners (volkstelling 2010).